# Бодаква (река)
Бодаква (укр. Бодаква) — левый приток реки Сула, протекающий по Лохвицкому району Полтавской области Украины.

## География
Длина — 32,1 км. Площадь водосборного бассейна — 237 км².
Река течёт с востока на запад. Река берет начало восточнее села Нижняя Будаковка (Лохвицкий район). Впадает в реку Сула непосредственно западнее села Бодаква (Лохвицкий район).
Русло на протяжении всей длины (кроме истоков) выпрямлено (канализировано). На реке нет крупных прудов. Пойма приустьевого участка реки заболоченная с тростниковой и луговой растительностью.

## Притоки
левые нет крупных; правые Буйлов Яр

## Населённые пункты
Населённые пункты на реке (от истока до устья):
1. Нижняя Будаковка
2. Терновое[1]
3. Червоные Луки
4. Пласковщина
5. Бодаква